# Вьоже, Жан Жак
Жан Жак Вьоже́ (фр. и англ. Jean Jacques Vioget; 1799, Камбремон-ле-Пети, Во, Швейцария — 25 октября 1855, Сан-Хосе, Калифорния) — швейцарский и американский моряк, картограф и художник, автор первого регулярного плана развития Сан-Франциско.

## Биография
Родился в 1799 году в Камбремон-ле-Пети, кантон Во, Швейцария. В возрасте 15 лет бежал из дома для того, чтобы присоединиться к наполеоновским войскам в качестве барабанщика. После поражения Наполеона остался во Франции и стал учеником морского инженера. В начале 1830-х годов был капитаном эквадорского торгового судна Delmira. В 1837 году прибыл в Калифорнию и получил от мексиканского управляющего района залива Сан-Франциско Франсиско Герреро разрешение на осуществление коммерческой деятельности в регионе. 

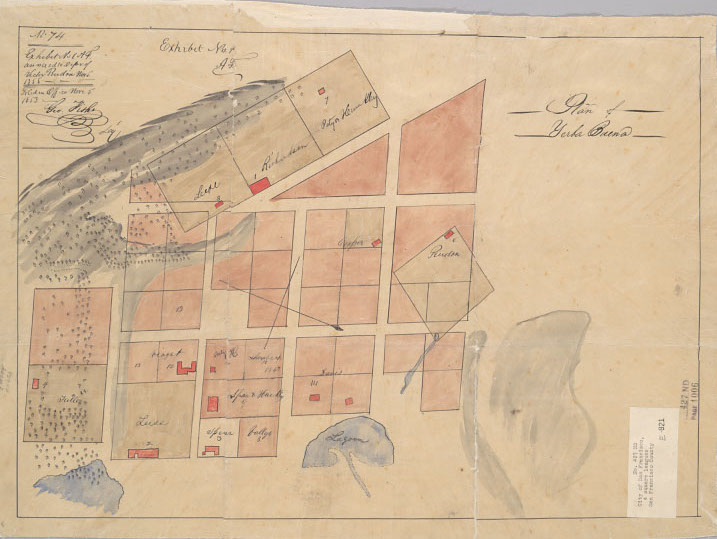
План Йерба-Буэны Жана Жака Вьоже (1839)

В 1839 году по поручению Герреро создал первый из регулярных планов развития поселения Йерба-Буэна, позднее переименованного в Сан-Франциско. Принципы, положенные в основу плана Вьоже, во многом сохраняются до сих пор. Согласно ему, город делится на равные кварталы — идея чрезвычайно популярная в XIX веке. Однако, согласно этому плану, кварталы не являются прямоугольными — пересечения улиц отклоняются от прямого угла на 2,5º, причина чего так до конца и не была установлена. Единственное объяснение, которое смогли дать исследователи, состоит в том, что Вьоже надо было вписать в свой план какие-то уже построенные в тот момент здания и сооружения.
Позднее был нанят Джоном Саттером для картографических работ в Новой Гельвеции. Был владельцем отеля и бильярдной в Йерба-Буэне. Разбогатев, женился на дочери одного из местных землевладельцев, после чего приобрёл поместье в районе Сан-Хосе и переселился туда. Скончался 25 октября 1855 года в своём поместье.

## Наследие

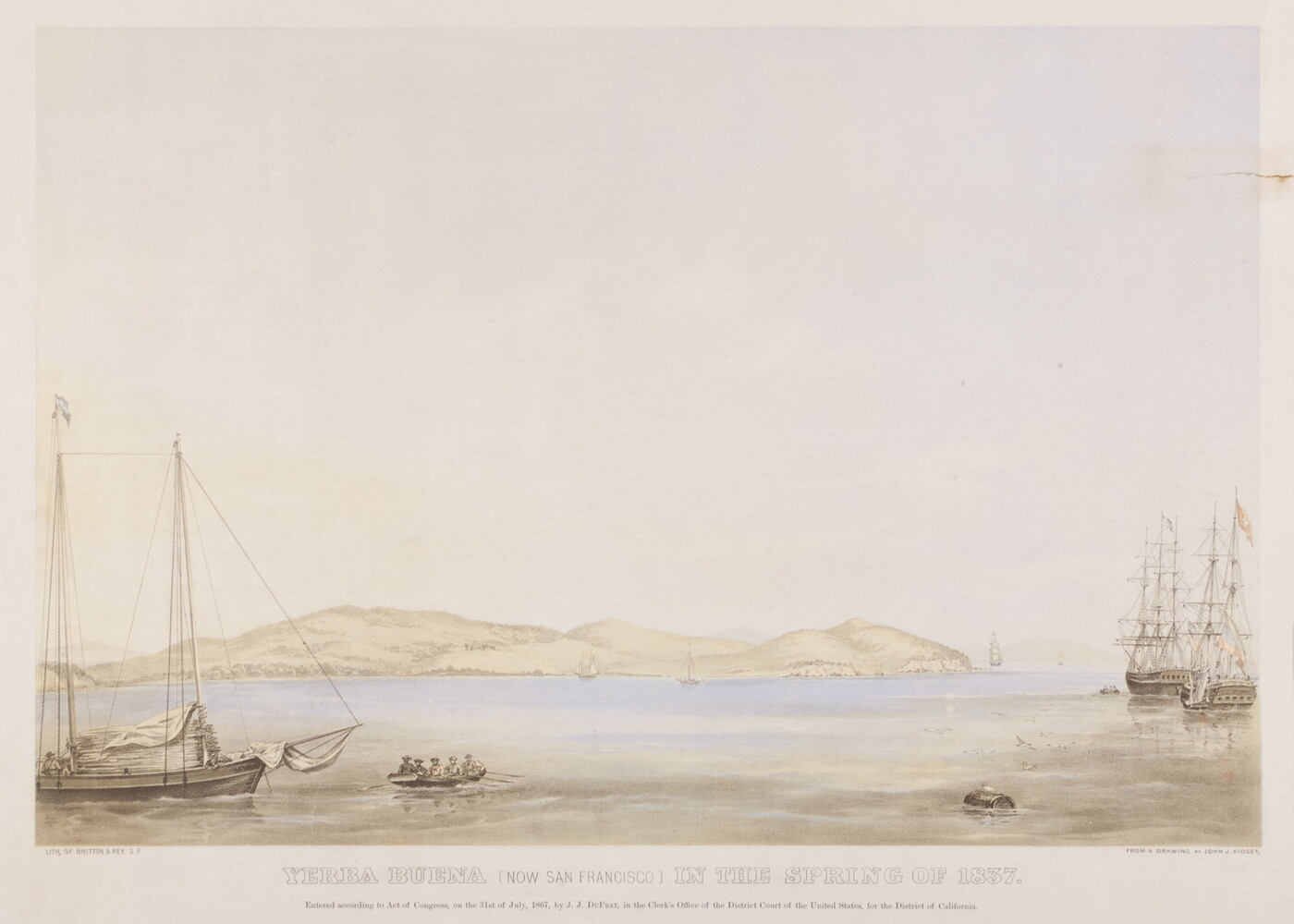
Йерба-Буэна весной 1837 года. Литография 1867 года с акварели Жана Жака Вьоже

Несколько акварелей работы Вьоже с пейзажами Йерба-Буэны хранятся в музее компании Wells Fargo в Сан-Франциско, Калифорния.